# Traza parcial
En el álgebra lineal y el análisis funcional, la traza parcial es una generalización de la traza. Mientras que la traza es una función a valores escalares sobre operadores, la traza parcial es una función operador-valorada. La traza parcial tiene usos en la interpretación de estados relativos (Many-worlds) de la mecánica cuántica. 

## Los detalles
Supóngase V, W son espacios vectoriales sobre un cuerpo finito-dimensionales de dimensiones m, n respectivamente. La traza parcial TrV es una función
{\displaystyle \operatorname {L} (V\otimes W)\ni T\mapsto \operatorname {Tr} _{V}(T)\in \operatorname {L} (V)}
Se define como sigue: sea
{\displaystyle e_{1},\ldots ,e_{m}}
y
{\displaystyle f_{1},\ldots ,f_{n}}
bases para V y W respectivamente; entonces T tiene una representación matricial
{\displaystyle \{a_{k\ell ,ij}\}\quad 1\leq k,i\leq m,1\leq \ell ,j\leq n}
relativo a la base
{\displaystyle e_{k}\otimes f_{\ell }}
de
{\displaystyle V\otimes W}.
Ahora para los índices k, i en el rango 1,...,m, considérese la suma:
{\displaystyle b_{k,i}=\sum _{j=1}^{n}a_{kj,ij}.}
esto da una matriz bk, i. El operador lineal asociado en V es independiente de la elección de bases y es por definición la traza parcial. 
Por ejemplo,
{\displaystyle \operatorname {Tr} _{W}(R\otimes S)=R\,\operatorname {Tr} (S)\quad \forall R\in \operatorname {L} (V)\quad \forall S\in \operatorname {L} (W)}
el operador de traza parcial puede ser caracterizado invariantemente como sigue: Es el único operador lineal
{\displaystyle \operatorname {Tr} _{W}:V\otimes W\rightarrow V}
tal que
{\displaystyle \operatorname {Tr} _{V}(1_{V\otimes W})=\dim W\ 1_{V}}
{\displaystyle \operatorname {Tr} _{V}(T(1_{V}\otimes S))=\operatorname {Tr} _{V}((1_{V}\otimes S)T)\quad \forall S\in \operatorname {L} (W)\quad \forall T\in \operatorname {L} (V\otimes W)}

## Traza parcial para los operadores en los espacios de Hilbert
La traza parcial se generaliza a los operadores en los espacios de Hilbert infinito dimensionales. Supóngase V, W son espacios de Hilbert, y sea
{\displaystyle \{f_{i}\}_{i\in I}}
una base ortonormal para W. Hay un isomorfismo isométrico
{\displaystyle \bigoplus _{\ell \in I}(V\otimes \mathbb {C} f_{\ell })\rightarrow V\otimes W}
Bajo esta descomposición, cualquier operador {\displaystyle T\in \operatorname {L} (V\otimes W)} se puede mirar como matriz infinita de operadores en V
{\displaystyle {\begin{bmatrix}T_{11}&T_{12}&\ldots &T_{1j}&\ldots \\T_{21}&T_{22}&\ldots &T_{2j}&\ldots \\\vdots &\vdots &&\vdots \\T_{k1}&T_{k2}&\ldots &T_{kj}&\ldots \\\vdots &\vdots &&\vdots \end{bmatrix}}}
primero supóngase que T es un operador no negativo. En este caso, todas las entradas diagonales de la matriz antedicha son operadores no negativos en V. Si la suma
{\displaystyle \sum _{\ell }T_{\ell \ell }}
converge en la topología fuerte de operadores de L(V), es independiente de la base elegida de W. La traza parcial TrV(T) se define como este operador. La traza parcial de un operador autoadjunto está definida ssi las trazas parciales de las partes positiva y negativa están definidas.

### Computando la traza parcial
Supóngase que W tiene una base ortonormal, que denotamos por la notación vectorial de ket como {\displaystyle \{|\ell \rangle \}_{\ell }}. Entonces
{\displaystyle \operatorname {Tr} _{V}\left(\sum _{k,\ell }T_{k\ell }\,\otimes \,|k\rangle \langle \ell |\right)=\sum _{j}T_{jj}}

## Traza parcial e integración invariante
En el caso de los espacios de Hilbert finito dimensionales, hay una manera útil de ver la traza parcial que implica la integración con respecto a una medida de Haar convenientemente normalizada μ sobre el grupo unitario U(W) de W. Convenientemente normalizada significa que μ se toma como una medida con masa total igual a la dim(W). 
Teorema. Supóngase V, W son espacios de Hilbert finito dimensionales. Entonces
{\displaystyle \int _{\operatorname {U} (W)}(1_{V}\otimes U^{*})T(1_{V}\otimes U)\ d\mu (U)}
conmuta con todos los operadores de la forma {\displaystyle 1_{V}\otimes S} y por tanto es unívocamente de la forma {\displaystyle R\otimes 1_{W}}. El operador R es la traza parcial de T.
- Datos: Q7140394